# San Carlos Circuit
Het San Carlos Circuit is een permanent circuit in de buurt van San Carlos in Venezuela. Tussen 1977 en 1979 organiseerde het circuit de Grand Prix van Venezuela in het wereldkampioenschap wegrace.

## Winnaars op het circuit (Wereldkampioenschap wegrace)
| Jaar | 125cc              | 250cc         | 350cc             | 500cc        |
| ---- | ------------------ | ------------- | ----------------- | ------------ |
| 1977 | Ángel Nieto        | Walter Villa  | Johnny Cecotto    | Barry Sheene |
| 1978 | Pier Paolo Bianchi | Kenny Roberts | Takazumi Katayama | Barry Sheene |
| 1979 | Ángel Nieto        | Walter Villa  | Carlos Lavado     | Barry Sheene |